# Los secretos del Vesubio
Los secretos del Vesubio es el segundo libro de la colección de Misterios romanos escrito por Caroline Lawrence.

## Argumento
El tío de Flavia, Cayo, invita a ella, alcano, un herrero que les dirá dónde está el tesoro. Llegan a Pompeya y su tío los acoge amablemente. Al día siguiente su padre se va con el Myrtilla a llevar unos víveres a unos comerciantes en Pompeya. Ese mismo día buscan al herrero llamado Vulcano y lo encuentran. El herrero les cuenta que no conoce a sus padres porque un día lo abandonaron. Conocen a Clío, una niña pompeyana, e invita a Flavia y a Nubia a las termas de su casa. Sorprendentemente hay un terremoto y las niñas se visten y se van de las termas muy asustadas. Conocen a la madre de Clío y a sus siete hermanas, todas adoptadas. Por la noche, Lupo dibujó a Vulcano y sorprendentemente se dio cuenta de que era igual que la madre de Clío. Al día siguiente era la Vulcanalia, y decidieron aprovechar para decírselo a Vulcano y a su madre. Cuando vio a Vulcano se desmayó y tuvieron que llevarla a casa. Cuando era de noche Jonatán soñó que el Monte Vesubio explosionaba y sepultaba Pompeya y Herculano. Avisaron a todos los habitantes de las dos ciudades pero todo el mundo no pudo escapar, Plinio murió, Clío, sus hermanas y su madre no. Al final llegaron al campamento de refugiados y se salvaron de ser sepultados por la lava.
- Datos: Q7763196